# Кастел ди Юдика
Кастѐл ди Ю̀дика (на италиански: Castel di Iudica, на сицилиански Castel di Jùdica) е малко градче и община в Южна Италия, провинция Катания, автономен регион и остров Сицилия. Разположено е на 475 m надморска височина. Населението на общината е 4726 души (към 2010 г.).